# Torungene
Torungene består af de to mindre øerne Store- og Lille Torungen i havgabet ud for Arendal, Norge, og er en del af landskapsvernområdet Raet. Det er omtrent 1.100 meter mellem øerne.
Øerne tilhørte i sin tid Hiis gård, og blev solgt til den norske stat for 450 speciedaler. På øerne står tvillingefyrene Store- og Lille Torungen fyr, som begge blev anlagt i 1844. På øerne vokser Arendals kommuneblomst Vild Tulipan. Blomsterne blev formentlig indført i sejlskudetiden. Navnet Torungene kommer mest sannsynlig fra tord (møg/skarn) og ung (hører til), og som da kan blive skarndynger. Torungene ejes i dag af Kystverket.

## Store Torungen
På øen findes en gravvarde, og der blev gjort fund fra stenalderen på øen i 1850'erne. I 1897 blev Store Torungen udstyret med tågesignal, som medførte at der blev bygget maskinhus og ansat en maskinist. Øen overtog i 1914 den meteorologiske station som stod på Lille Torungen. Dele af øen er naturreservat med færdselsforbud. Naturreservatet blev oprettet 28. marts 1980, og er på 488 dekar. Øen har en lille havn som beskytter mod vejr og vind. Der har været drevet havebrug på øen, og i 2005 blev der registreret følgene ballastplanter på øen: Lodnestorkenæb, Vild Tulipan og Fuglestjerne.
Øens eneste fastboende, Knut Mørland og Sondre Foyn Gullvåg, driver turistvirksomhed for Stiftelsen Torungen fyr, i samarbejde med Aust-Agder Turistforening. Fyret udlejes som selskabslokaler sammen med naustet. Fyrvogterboligen og annekset er indrettet som turisthytte med omtrent 25 sengepladser som kan lejes. Fyrtårnet er daglig åbent for omvisning.

## Lille Torungen
Der blev etableret en meteorologisk station på øen i 1867, og denne blev flyttet til Store Torungen i 1914 da fyret blev nedlagt. Alle bygningerne blev da nedrevet eller flyttet, med undtagelse af tårnet og olietank. I 1865 boede der 16 mennesker på Lille Torungen, heraf var ti børn. Der blev holdt kvæg, grise og høns, og der fandtes en køkkenhave. Der er ingen fastboende på øen længere.
På Lille Torungen blev der i 2005 observeret følgende ballastplanter: Lodnestorkenæb, Fuglestjerne, Lægestenkløver, Vild Tulipan og Agervindel.
Der blev opsat en mindevarde på øen i 1988 til minde om flystyrtet ved Torungene i 1945 hvor mandskabet på seks ombord i et britisk fly omkom, efter at være skudt ned af tyske natjagere. Musikfestivalen Canal Street har haft flere koncerter på øen.

## Koordinater
58°23′56″N 8°47′17″Ø / 58.39889°N 8.78806°Ø
- 58°23′56″N 8°47′17″Ø / 58.39889°N 8.78806°Ø Store Toungen
- 58°24′43″N 8°47′30″Ø / 58.41194°N 8.79167°Ø Lille Torungen